# Након Саван
Након Саван е една от 76-те провинции на Тайланд. Столицата ѝ е едноименния град Након Саван. Населението на провинцията е 1 090 379 жители (2000 г. – 15-а по население), а площта 9597,7 кв. км (20-а по площ). Намира се в часова зона UTC+7. Разделена е на 8 района, които са разделени на 130 общини и 1328 села.